# Balša III
Balša Stracimirović o Balša III (en serbio: Балша III Страцимировић; 1387-Belgrado, 28 de abril de 1421) fue el quinto y último gobernante de Zeta de la noble familia Balšić, desde abril de 1403 hasta abril de 1421. Era hijo de Đurađ II Balšić y Jelena Lazarević.
Sucedió a su padre en 1403. Se convirtió del catolicismo al ortodoxia serbia, bajo la influencia de su madre. Venecia rindió los puertos de Antivari (donde Balša fijó la capital), Dulciño y Budva. Después que el sultán Mehmed I conquistase Krujë en 1415, Balša confirmó su vasallaje al sultán. Murió en una visita a la corte serbia intentando ganar apoyo en su lucha contra Venecia de su tío Esteban Lazarević, quien heredó sus tierras después de su muerte, aunque Venecia se le adelantó y se apoderó de ellas.

## Biografía
Nació en 1387. Era el único hijo de Đurađ II Balšić, señor de Zeta, y Jelena Lazarević. En abril de 1403, Balša, de diecisiete años, se convirtió en el gobernante de Zeta cuando su padre murió como resultado de las heridas que había sufrido en la batalla de Tripolje. Como era joven e inexperto, su principal asesor fue su madre, Jelena, hermana del gobernante de Serbia en ese momento, Esteban Lazarević. Bajo la influencia de su madre, Balša cambió la religión del estado, aprobando una ley que declaraba al cristianismo ortodoxo como la confesión oficial del estado, mientras que el catolicismo se convirtió en una confesión tolerante.
Balša libró una guerra de 10 años contra la República de Venecia, la primera guerra de Escútari. En 1405, las ciudades de Ulcinj, Bar y Budva fueron capturadas por los venecianos. Balša se convirtió en vasallo de los turcos otomanos. Sin embargo, en 1409, Venecia había comprado los derechos de Dalmacia al rey Ladislao de Nápoles y comenzó a luchar por el control de las ciudades dálmatas. Después de un gran esfuerzo, Balša tomó Bar de los venecianos en 1412. Venecia, presionada por las dificultades, no tuvo más remedio que aceptar devolver los territorios que había incautado previamente. En 1413 construyó una iglesia dedicada a San Nicolás en el monasterio de Praskvica. Según un capítulo que Balša publicó en 1417, probablemente era un ktitor (donante) del monasterio de Moračnik.
Balša había emprendido una nueva guerra contra Venecia, que estaba conectada con la guerra con los húngaros y los turcos. En 1418, conquistó Escútari de los venecianos, pero perdió Budva y Luštica con sus salinas. Al año siguiente, 1419, hizo un intento fallido de recuperar Budva. Fue a Belgrado a pedir ayuda a Esteban Lazarević, pero nunca regresó a Zeta. En 1421, antes de su muerte y bajo la influencia de su madre, legó el gobierno de Zeta a su tío, el déspota Esteban Lazarević.

## Matrimonio y descendencia
En 1407, Balša III se casó con Mara, hija de Nicetas Topia. En su segundo matrimonio, Balša III se casó con Bolja, hija de Koja Zaharia, en 1412 o principios de 1413. Tuvieron dos hijas, Jelena (llamada así por la madre de Balša) y Teodora.
Jelena se casó con Stjepan Vukčić Kosača y fue madre de la reina Catalina de Bosnia y Vladislav Hercegović. En 1415 murió el único hijo de Balša y el único descendiente masculino de la familia Balša. 